# Arabidopsis cebennensis
Arabidopsis cebennensis är en korsblommig växtart som först beskrevs av Dc., och fick sitt nu gällande namn av O'kane och Al-shehbaz. Arabidopsis cebennensis ingår i släktet backtravar, och familjen korsblommiga växter. Inga underarter finns listade i Catalogue of Life.